# Кудряш (остров)
Кудряш — остров на реке Оби в городской черте Новосибирска, расположен напротив Кудряшовского дачного посёлка. Севернее Кудряша находится Медвежий остров. Длина острова — 4 км, ширина — 1 км.

## История
Остров начали осваивать в 1960-е годы.
На генплане Новосибирска 1968 года предусматривалось включение острова в черту Новосибирска, а в 1980-х годах Кудряш стал частью города.

### Территориальный конфликт
В 2001 году по решению городского Совета Новосибирска об утверждении границ города остров Кудряш и расположенный рядом с ним остров Медвежий были включены в границы Ленинского района Новосибирска. Но уже в 2002 году при формировании границ Новосибирской области он по ошибке (вместе с Медвежьим островом) вошёл в состав областной территории.
В 2008 году городские депутаты готовили обращение к губернатору Новосибирской области, а также к Новосибирскому облсовету о присоединении островов Кудряш и Медвежий к Новосибирску, но в этом же году прокурор Новосибирска запретил новосибирской мэрии использовать земельные участки этих островов.

## Дачные участки
На территории Кудряша около 1500 дачных участков, расположенных в хаотичном порядке.

## Уличная сеть
На острове преобладают переулки с порядковым номером, однако у основных улиц есть названия: Центральная, Набережная, Проточная, Лесная, Озёрная, Зелёная.

## Организации
На Кудряше работают четыре продуктовых магазина, один из них — «8-й причал», получивший название из-за близости к 8-му переулку.
Здесь находится дачное товарищество «Волна», которое существует с 1960-х годов. В 2006 году между новой и старой администрациями дачного товарищества «Волна», расположенного на острове, произошёл конфликт. На остров неоднократно выезжали судебные приставы, а в прессе появлялись компрометирующие статьи.